# Camille Pissarro
Camille Pissarro (10 tháng 7 năm 1830 - 13 tháng 11 năm 1903) là một họa sĩ nổi tiếng người Pháp, một trong những gương mặt tiêu biểu của Trường phái ấn tượng và Ấn tượng mới.
Camille Pissarro tên thật là Jacob Camille Pissarro, sinh ngày 10 tháng 7 năm 1830 ở Saint Thomas, Charlotte Amalie vùng Caribé. Năm 1855, ông tới Paris để tiếp tục học. Camille Pissarro đã gặp Jean-Baptiste Camille Corot, một họa sĩ vẽ phong cảnh.
Được biết tới như một trong những người thành lập Trường phái ấn tượng, Camille Pissarro vẽ rất nhiều về cuộc sống nông thôn nước Pháp, đặc biệt là những người nông dân với cảnh họ lao động trên cánh đồng. Camille Pissarro cũng rất nổi tiếng với các bức vẽ về Paris, đặc biệt là khu phố Montmartre. Tại Paris, ông tham gia cùng nhiều họa sĩ khác như Paul Cézanne, Paul Gauguin và Jean Peské.
Là bạn của Claude Monet và Paul Cézanne, năm 1863 Pissarro tham gia triển lãm nổi tiếng Salon des Refusés của các họa sĩ ấn tượng. Yêu thích tự nhiên, Pissarro đặc biệt quan tâm đến phong cảnh nông thôn. Những cảnh lao động trên đồng là nguồn cảm hứng lớn của ông, đặc biệt trong khoảng 1872 tới 1884 với những tác phẩm giá trị: La Moisson à Montfoucault, Les Toits rouges, Le Printemps à Pontoise... Năm 1885, Camille Pissarro gặp Georges Seurat và tỏ ra thích thú kỹ thuật chấm màu của họa sĩ này. Pissarro đã áp dụng và tìm ra một cách diễn tả tự do hơn.
Khi còn sống, Pissarro bán được rất ít tranh và đến cuối đời mới trở nên đặc biệt nổi tiếng. Những năm cuối đời, Camille Pissarro sống tại Éragny-sur-Epte, nơi ông mua được một căn nhà.
Camille Pissarro mất ngày 13 tháng 11 năm 1903 và được án táng ở Nghĩa trang Père-Lachaise, Paris.

## Gia đình
Rất nhiều con cháu của Camille Pissarro đã chọn hội họa làm sự nghiệp. Các con của ông là Lucien Pissarro (1863-1944), Georges Henri Pissarro (tức Manzana, 1871-1961), Félix Pissarro (1874-1897), Ludovic Rodo Pissarro (1878-1952) và Paul-Émile Pissarro (tức Paulémile, 1884-1972).
Tới Orovida Camille Pissarro (1893-1968), con gái của Lucien; Hugues Claude Pissarro (sinh 1935) và Yvon Pissarro (1937), cả hai con trai của Paul-Émile; và cuối cùng Lélia Pissarro (sinh 1963), con gái của Hugues Claude.

## Tác phẩm chính

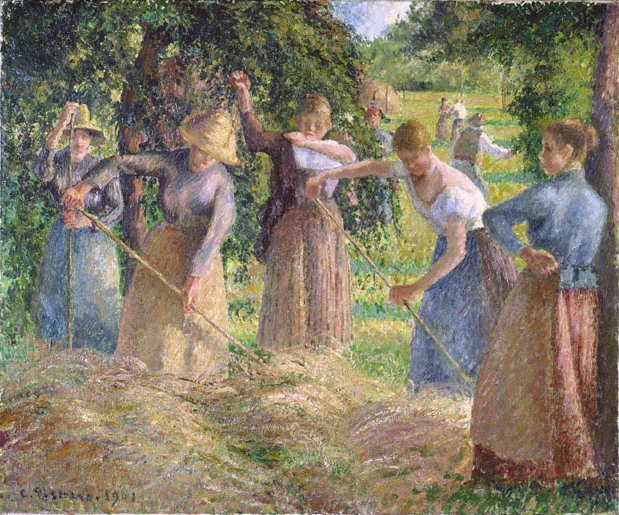
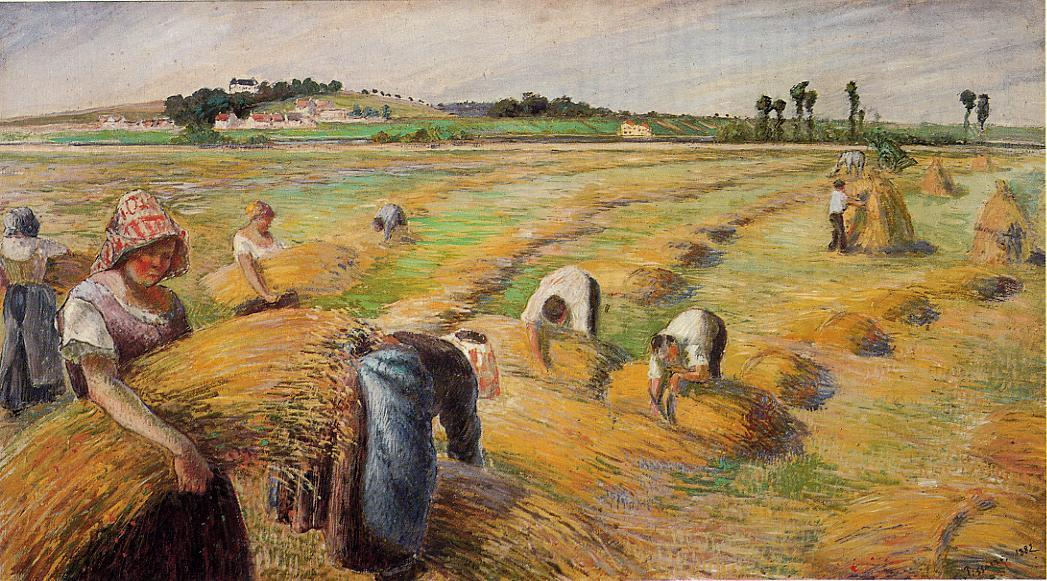
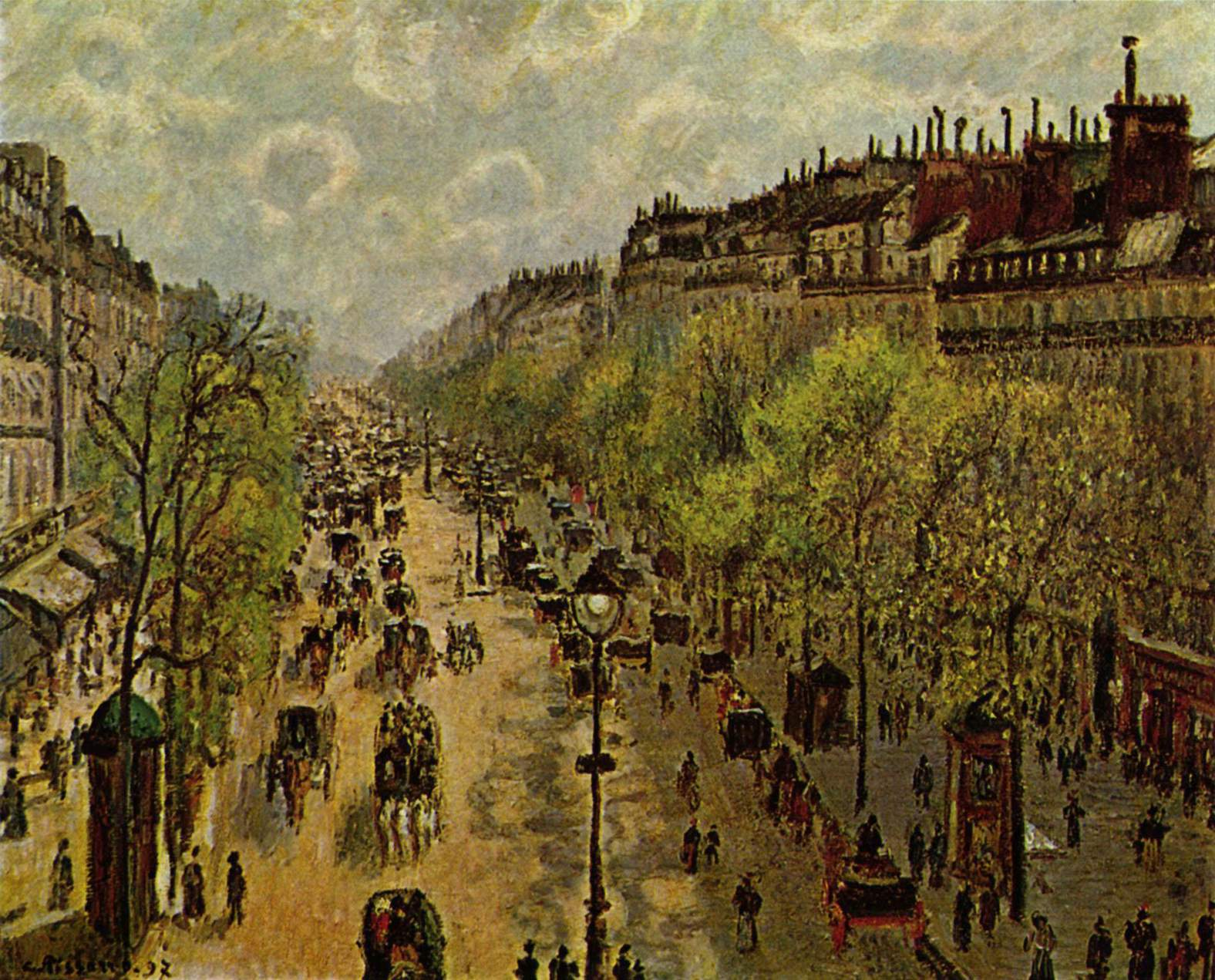
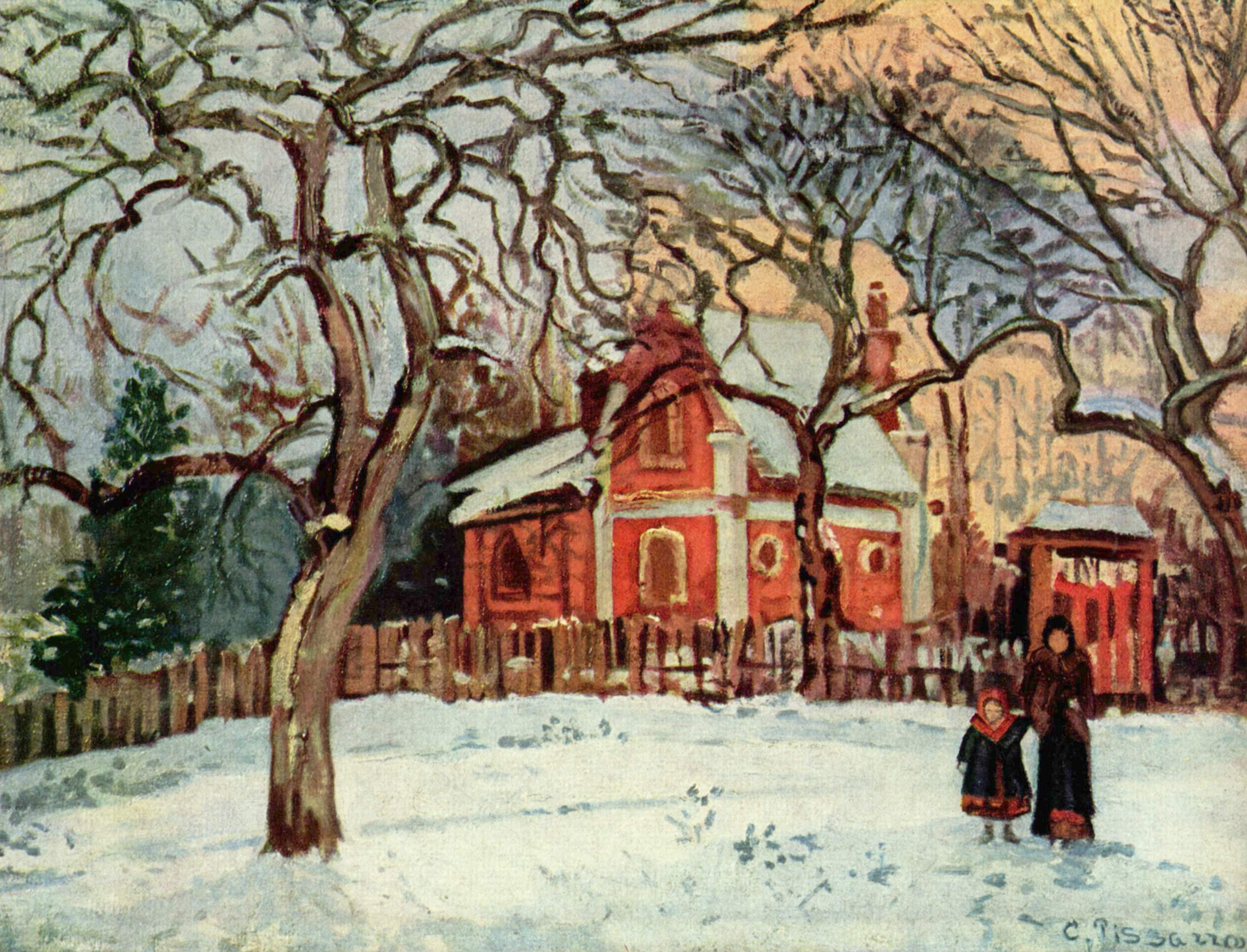
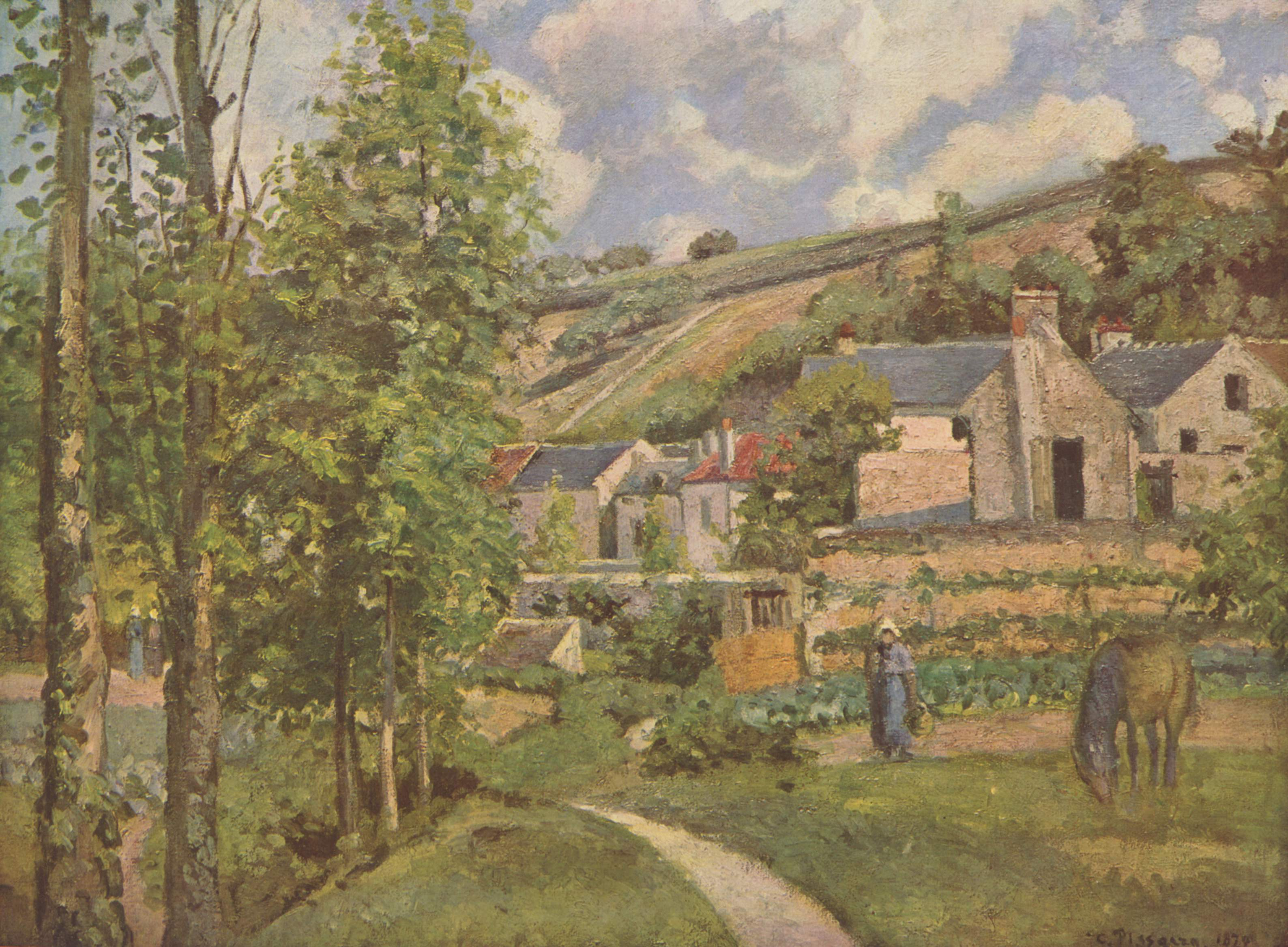
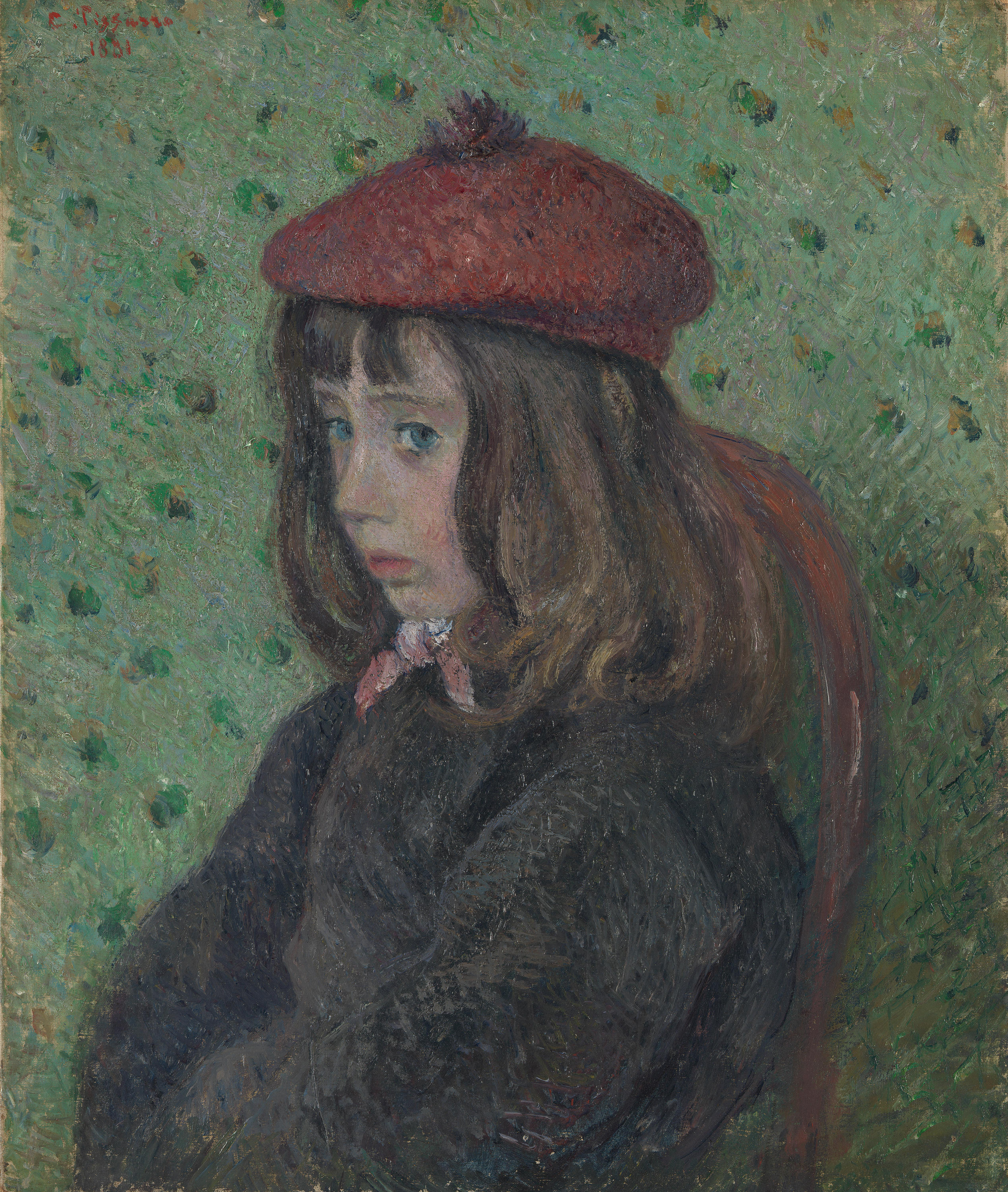
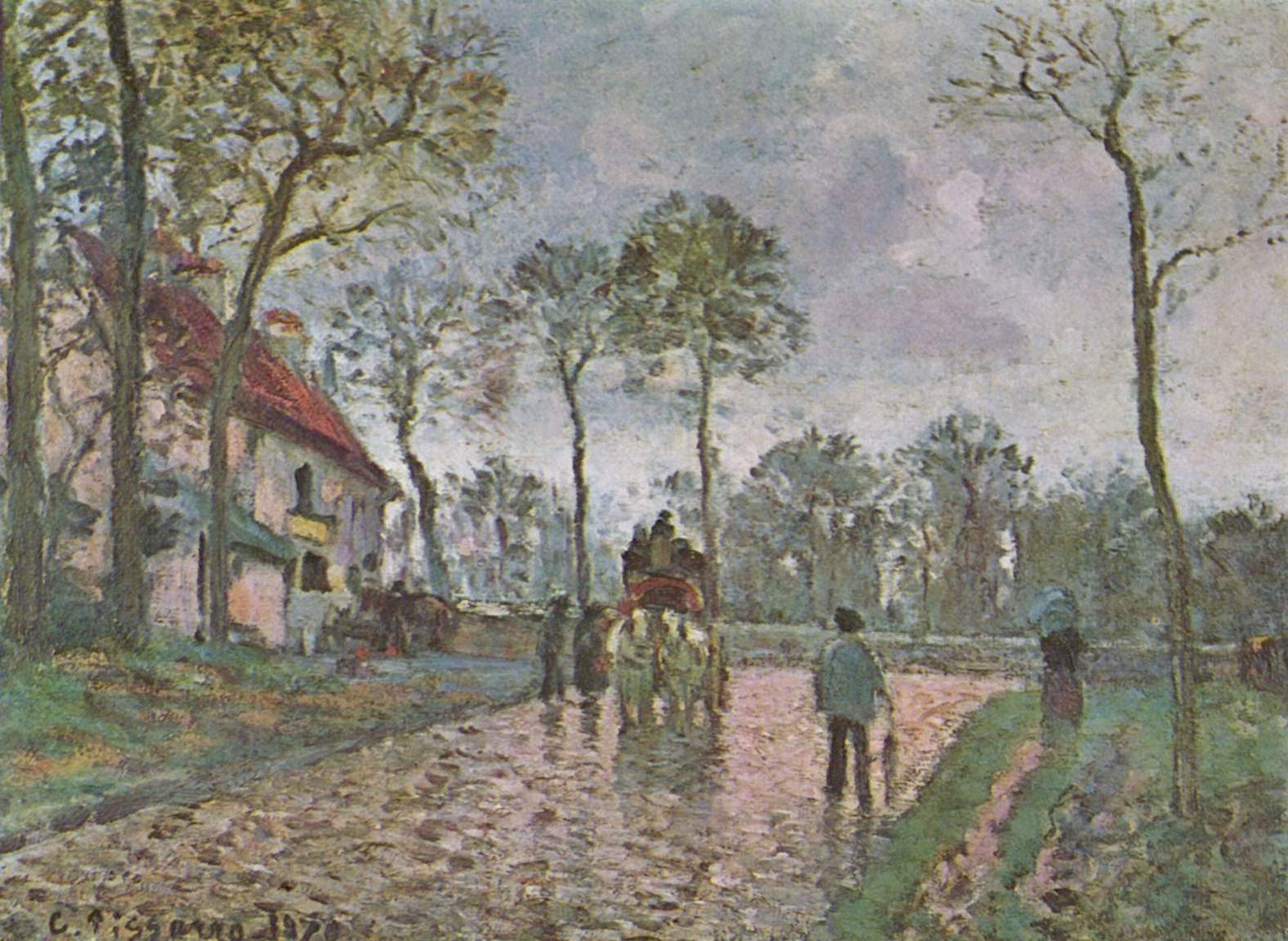
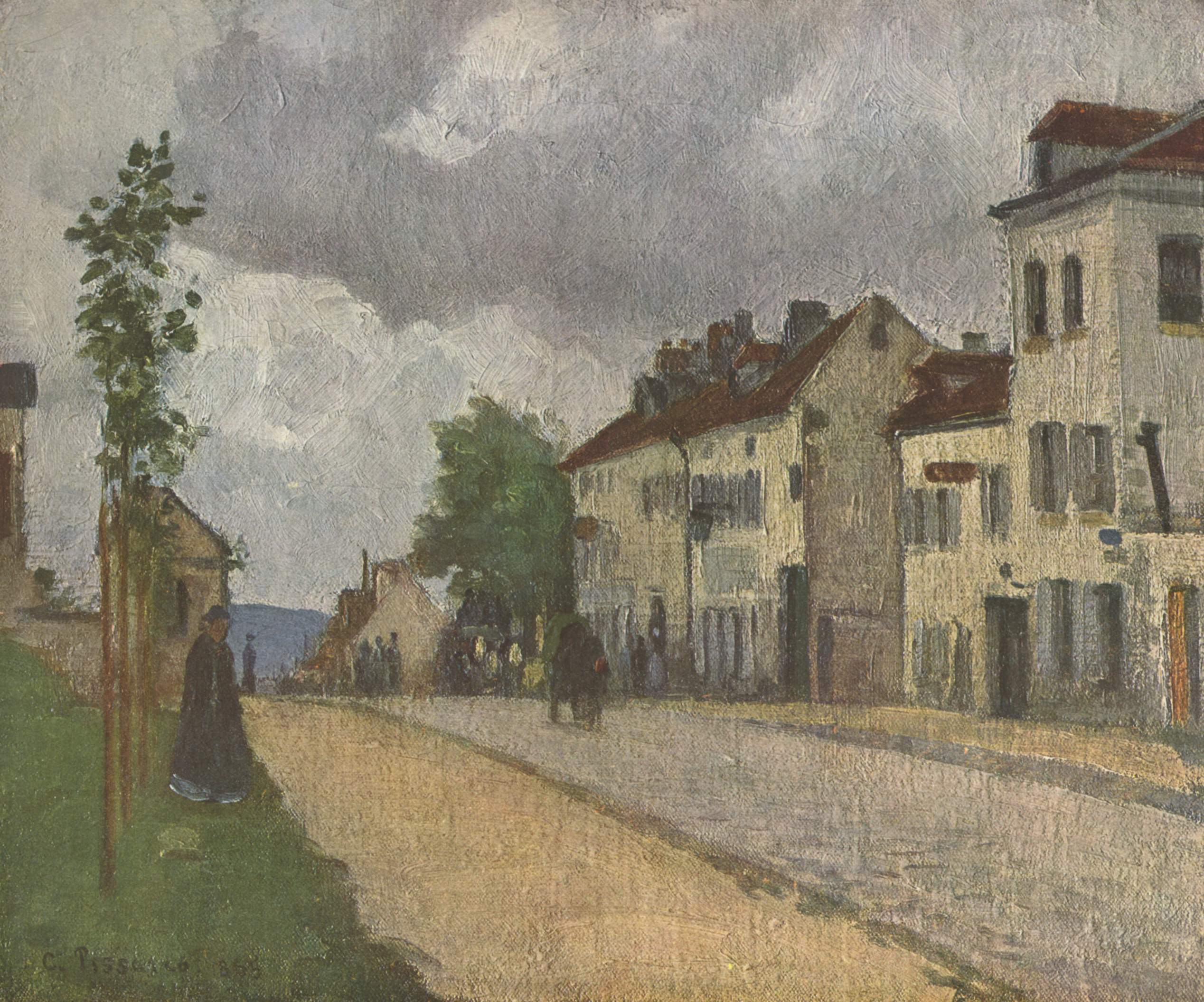
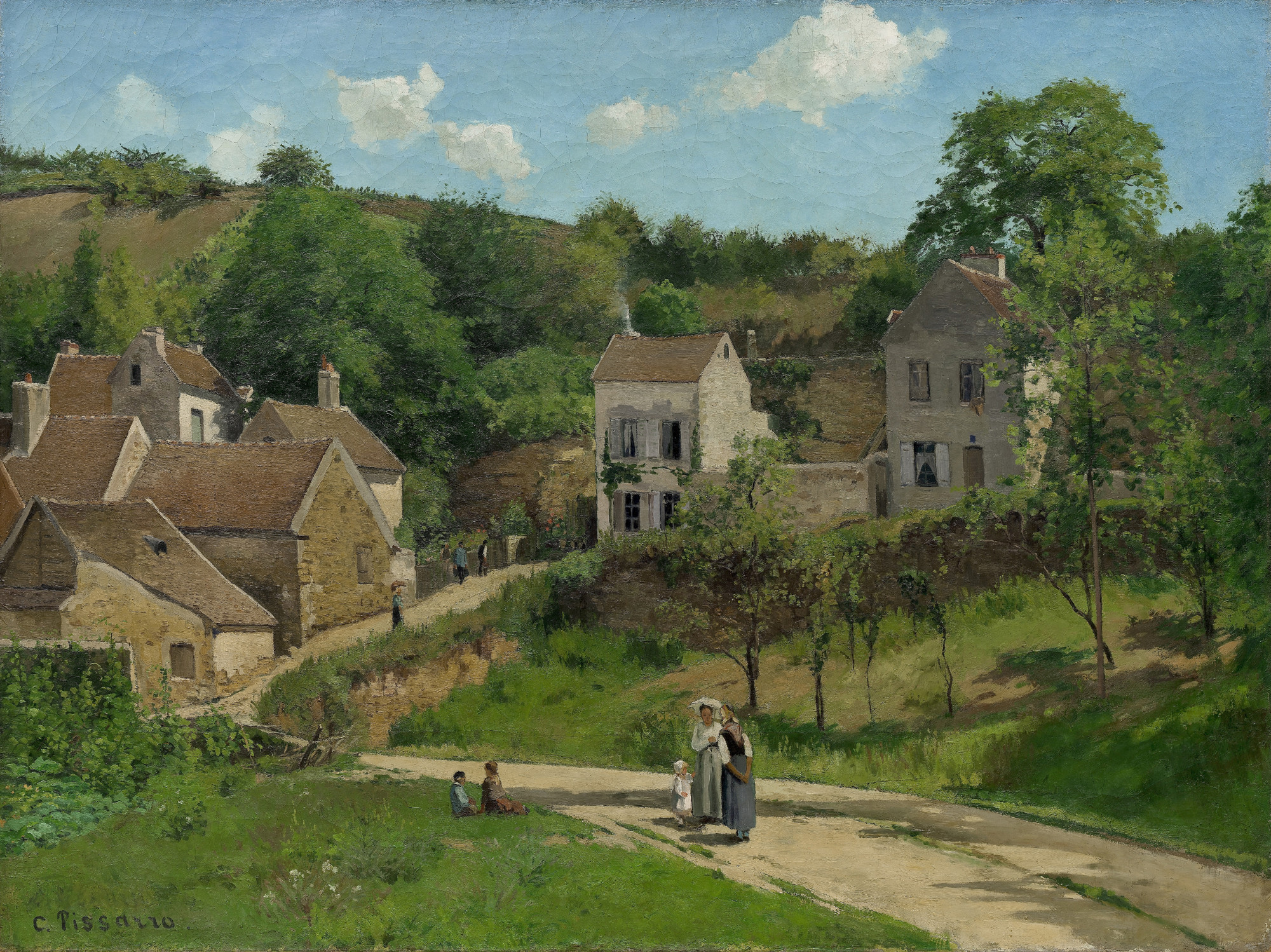
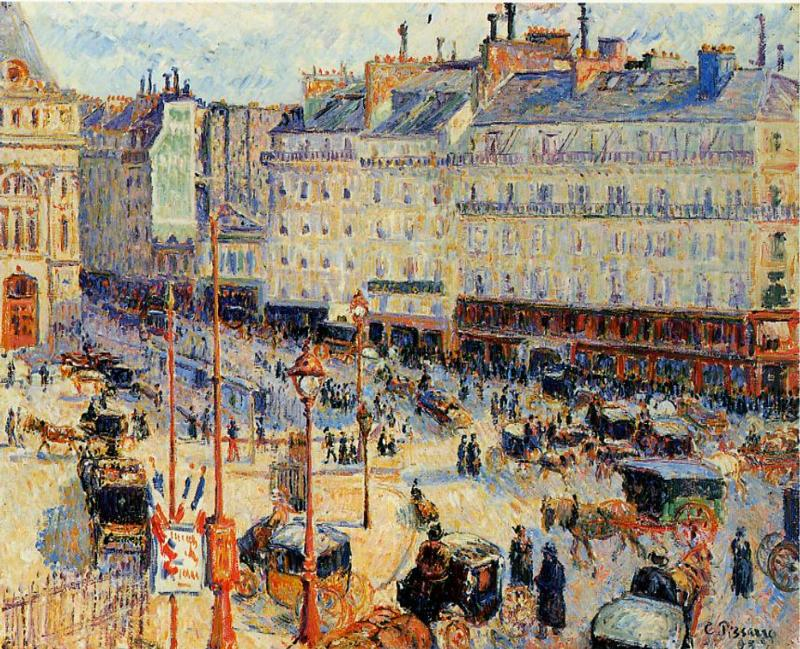
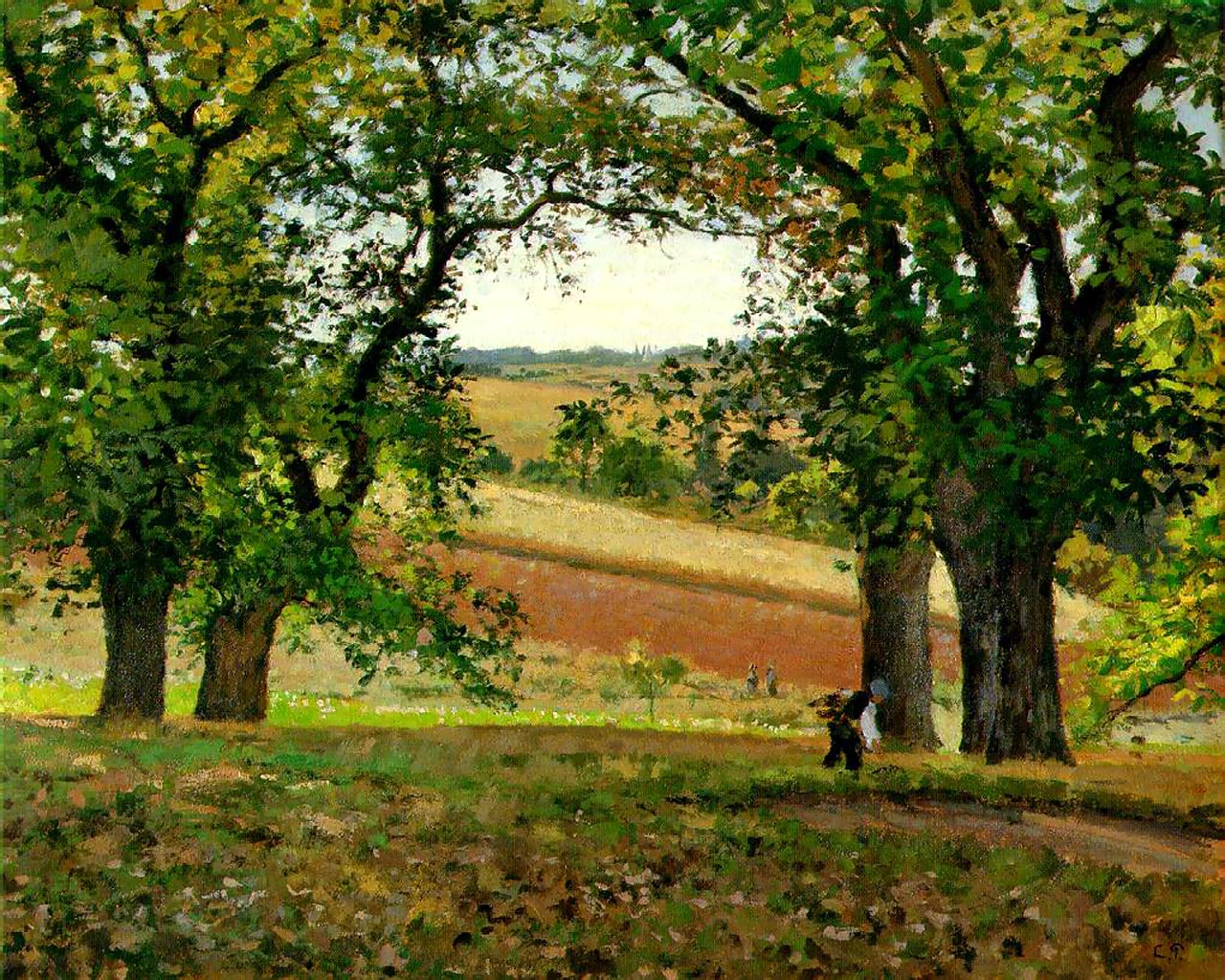

| Châtaignier à Louveciennes           | (khoảng 1870) | Bảo tàng Orsay    | Paris    |
| L'Entrée du village de Voisins       | (1872)        | Bảo tàng Orsay    | Paris    |
| La Gelée blanche                     | (1873)        | Bảo tàng Orsay    | Paris    |
| Un carrefour à l'Hermitage, Pontoise | (1876)        | Bảo tàng Malraux  | Le Havre |
| Moisson                              | (1876)        | Bảo tàng Orsay    | Paris    |
| Quai du Pothuis, bords de l'Oise     | (1882)        | Bảo tàng Malraux  | Le Havre |
| Les falaises des Petites Dalles      | (1883)        |                   |          |
| Soleil levant à Eragny               | (1894)        | Bảo tàng Malraux  | Le Havre |
| Le grand pont, Rouen                 | (1896)        |                   |          |
| Montmartre                           | (1897)        |                   |          |
| Avenue de l'Opéra                    | (1898)        | Bảo tàng Mỹ thuật | Reims    |